# سیارک ۷۸۰۷
سیارک ۷۸۰۷ (به انگلیسی: 7807 Grier، نامگذاری:1975SJ1) هفت هزار و هشتصد و هفتمین سیارک کشف شده‌است که در ۳۰ سپتامبر ۱۹۷۵ کشف شد.
قدر مطلق سیارک برابر ۳۷.۱ است.